# Pristimantis malkini
Pristimantis malkini är en groddjursart som först beskrevs av Lynch 1980.  Pristimantis malkini ingår i släktet Pristimantis och familjen Strabomantidae. IUCN kategoriserar arten globalt som livskraftig. Inga underarter finns listade i Catalogue of Life.